# Partille gymnasium

Partille gymnasium är en kommunal gymnasieskola som ligger i centrala Partille. Skolan ligger dels i Partille Kulturum på Gamla Kronvägen och dels i Teknikcentrum på Laxfiskevägen. Gymnasiet hette tidigare Porthälla gymnasium.
På Partille Gymnasium finns både teoretiska program och yrkesprogram samt NIU (nationell idrottsutbildning). De flesta av programmen går även att läsa med idrottsprofil. De estetiska programmen har inriktning musik. Här finns också introduktionsprogram och gymnasiesärskola.

## Program på Partille gymnasium[2]
- Naturvetenskapligt program
- Samhällsvetenskapligt program
- Estetiskt program inriktning musik
- El- och energiprogrammet
- Fordons- och transportprogrammet
- Bygg- och anläggningsprogrammet
- Introduktionsprogram
- Gymnasiesärskola